# Cristina Castagna
Cristina Castagna (21 de junio de 2000) es una deportista estadounidense que compite en remo como timonel. Ganó una medalla de plata en el Campeonato Mundial de Remo de 2023, en la prueba de ocho con timonel.

## Palmarés internacional
| Campeonato Mundial | Campeonato Mundial | Campeonato Mundial | Campeonato Mundial |
| Año                | Lugar              | Medalla            | Prueba             |
| ------------------ | ------------------ | ------------------ | ------------------ |
| 2023               | Belgrado (Serbia)  | Medalla de plata   | Ocho con timonel   |